# Bartosz Leśko
Bartosz Leśko (ur. 28 kwietnia 1996 w Gdyni) – polski karateka i zawodnik mieszanych sztuk walki (MMA). Były członek kadry narodowej, wielokrotny medalista mistrzostw świata, Europy i Polski w karate. Zdobywca Pucharu Polski oraz tytułu międzynarodowego Mistrza Polski juniorów w MMA. Aktualnie związany z KSW, w której zajmuje 4. miejsce w oficjalnym rankingu wagi półciężkiej. 

## Karate
Przygodę ze sportem rozpoczął w wieku 6 lat, kiedy jego tata zaprowadził go na pierwszy trening karate. Leśko jest byłym członkiem kadry narodowej oraz wielokrotnym medalistą mistrzostw świata, Europy i Polski w karate.

## Kariera MMA

### Kariera amatorska
W wieku 14–15 lat przerzucił się na mieszane sztuki walki (MMA). W amatorstwie stoczył 23 walki, z czego 19 z nich zwyciężał, dzięki czemu zdobył Puchar Polski i tytuł międzynarodowego mistrza Polski juniorów w tej dyscyplinie.

### Zawodowy debiut oraz pierwsze walki
W styczniu 2015 roku mając 18 lat, zadebiutował w zawodowym MMA, pokonując na gali Time of Masters 1 w Sopocie Marka Michaluka przez poddanie duszeniem zza pleców.
Drugą walkę stoczył w październiku tego samego roku na gali IFN 1: Let’s Begin w Częstochowie, gdzie zwyciężył przez TKO (uderzenia) w pierwszej rundzie z Mikołajem Dziąborem.
Niespełna dwa miesiące później, zremisował walkę niejednogłośną decyzją sędziowską z Robertem Maciejowskim.
12 marca 2016 na drugiej edycji Time of Masters technicznie znokautował uderzeniami Tomasza Kubczaka w drugiej rundzie.
W listopadzie 2016 na gali Time of Masters 3: Siemmce Fight Night, która odbyła się w Siemianowicach Śląskich, poddał w pierwszej rundzie duszeniem zza pleców Macieja Szydłowskiego.

### FEN
Następnie w 2017 podpisał kontrakt z czołową organizacją w Polsce – Fight Exclusive Night (FEN). Stoczył dla tej federacji siedem pojedynków, z czego tylko jeden przegrał oraz raz zremisował.
12 maja 2017 podczas gali FEN 17 w swoim rodzinnym mieście zmusił Aleksandra Rychlika do poddania się w drugiej rundzie, dzięki ciasno dopiętemu duszeniu zza pleców. Kilka dni później organizacja FEN nagrodziła Leśkę dodatkowym bonusem pieniężnym za poddanie wieczoru.
14 października 2017 na FEN 19 we Wrocławiu wypunktował na przestrzeni trzech rund decyzją jednogłośną Pawła Brandysa.
10 marca 2018 na FEN 20 w Warszawie przegrał po raz pierwszy w swojej zawodowej karierze, ulegając na pełnym dystansie rundowym jednogłośną decyzją, bardziej doświadczonemu Marcinowi Naruszczce.
25 maja oraz 20 października 2018 zwyciężył pojedynki w pierwszych rundach swoją koronną techniką (duszeniem zza pleców), najpierw zmuszając do poddania się na FEN 21 byłego mistrza Profesjonalnej Ligi MMA (PLMMA) w wadze półciężkiej – Kevina Wiwatowskiego, a na następnej gali (FEN 22) znanego z występów dla KSW – Tomasza Kondraciuka. Dodatkowo Leśko za zwycięstwo z Kondraciukiem zgarnął po raz drugi bonus finansowy.
16 marca 2019 podczas FEN 24 w stolicy Polski zremisował rewanżowe starcie z Marcinem Naruszczką. Werdykt nie był jednogłośny.
15 czerwca 2019 w Ostródzie na FEN 25 po raz drugi poddał Kevina Wiwatowskiego. Walka ponownie odbyła się w kategorii półciężkiej.

### ACA
Kolejnym krokiem w karierze Leśki było podpisanie w 2020 roku kontraktu z dużą organizacją – Absolute Championship Akhmat (ACA). Dla rosyjskiej organizacji stoczył 3 walki, w tym 2 wygrał.
26 listopada 2020 na gali ACA 114 organizowanej na terenie Polski w Łodzi, pokonał decyzją jednogłośną bardziej doświadczonego Brazylijczyka, Rene Pessoa.
11 września 2021 na Białorusi podczas gali ACA 128 wygrał z Ibragimem Magomiedowem, po tym jak Rosjanin wyprowadził nieprzepisowe kolano na głowę Polaka, w związku z tym został zdyskwalifikowany, a zwycięstwo trafiło na konto Bartosza Leśki.
17 grudnia 2021 w Krasnodarze podczas ACA 134 przegrał przez nokaut w pierwszej rundzie z Husejnem Kuszagowem.

### KSW
11 maja 2022 najlepsza polska organizacja – Konfrontacja Sztuk Walki (KSW) poinformowała, że Leśko podpisał z tą federacją kontrakt oraz że walki będzie toczył w dwóch kategoriach wagowych (średniej oraz półciężkiej). Debiut Leśko dla nowego pracodawcy odbył się 28 maja, podczas jubileuszowej gali KSW 70: Pudzian vs. Materla w Łodzi, gdzie zwyciężył werdyktem jednogłośnym z niepokonanym przed pojedynkiem, Damianem Piwowarczykiem.
12 listopada 2022 miał zawalczyć z byłym mistrzem Babilon MMA w wadze średniej, Pawłem Pawlakiem. 21 października tego samego roku ogłoszono, że Leśko musiał wycofać się z tej walki z powodu kontuzji ręki. 
Drugą walkę dla najlepszej polskiej federacji stoczył 17 marca 2023 podczas KSW 80: Eskiev vs. Ruchała, na której to przegrał przez poddanie duszeniem zza pleców w pierwszej rundzie z Anglikiem, Tomem Breesem. 
15 lipca 2023 na gali KSW 84: De Fries vs. Bajor w Arenie Gdynia zawalczył z niepokonanym Serbem, Nemanją Nikoliciem. Walkę zwyciężył już w pierwszej odsłonie, zmuszając rywala do poddania się, po zaciśnięciu mu duszenia zza pleców. Trzy dni później federacja KSW doceniła Leśkę, nagradzając go dodatkowym bonusem za poddanie wieczoru.  
Podczas gali XTB KSW 88: Bitwa o Radom, która odbyła się 11 listopada 2023 zmierzył się z debiutującym w organizacji, byłym mistrzem wagi średniej FEN, Piotrem Kuberskim. Przegrał przez nokaut w drugiej rundzie z rąk popularnego „Qbeara”.
Pół roku później, na gali XTB KSW 94: Bartosiński vs. Michaliszyn, która odbyła się 11 maja 2024 w Ergo Arenie, zmierzył się ze sklasyfikowanym nr 8 rankingu KSW w wadze średniej, Michałem Michalskim. Przegrał w pierwszej odsłonie przez techniczny nokaut.
Cztery miesiące później, podczas wydarzenia XTB KSW 98: Paczuski vs. Zerhouni, które odbyło się 14 września 2024 w Lubinie, wszedł na zastępstwo do pojedynku z Czechem, Dominikiem Humburgerem. Starcie zakontraktowano w dywizji półciężkiej. Zwyciężył jednogłośną decyzją sędziów, udanie wracając na zwycięskie tory. Dwa dni później otrzymał od organizacji KSW swój pierwszy bonus za występ wieczoru. 
8 marca 2025 podczas gali XTB KSW 104: Kuberski vs. Romanowski w Gorzowie Wielkopolskim, stoczy walkę ze sklasyfikowanym na 4. miejscu w oficjalnym rankingu KSW wagi półciężkiej, Maciejem Różańskim. Po bliskiej walce pokonał rywala werdyktem jednogłośnym na kartach punktowych. 

## Osiągnięcia

### Karate
- ?.05.2008: Turniej Pomorskiego Związku Karate Tradycyjnego, Młodzik – rocznik 1995-96, kat. kata (Gdynia) – 1. miejsce[45][46]
- 07.02.2010: VIII Turniej o Puchar Prezydenta Miasta Wejherowa w Karate Tradycyjnym, Junior Młodszy (rocznik 1996 – 1995 – 1994) – Kata (Wejherowo) – 1. miejsce[47]
- 07.02.2010: VIII Turniej o Puchar Prezydenta Miasta Wejherowa w Karate Tradycyjnym, Junior Młodszy (rocznik 1996 – 1995 – 1994) – Fuku-go – (Wejherowo) – 2. miejsce[47]
- 21.03.2010: Srebrny medal Wojtka Zaleskiego na Otwartych Mistrzostwach Kościerzyny, Kata Junior Młodszy (rocznik 1996, 1995, 1994), (Kościerzyna) – 2. miejsce[48]
- 21.03.2010: Srebrny medal Wojtka Zaleskiego na Otwartych Mistrzostwach Kościerzyny, Fuku-go (Kościerzyna) – 2. miejsce[48]
- 21.03.2010: Srebrny medal Wojtka Zaleskiego na Otwartych Mistrzostwach Kościerzyny, Kumite (Kościerzyna) – 4. miejsce[48]
- 3.10.2010: Okręgowy Turniej Karate Tradycyjnego w Bytowie, Junior Młodszy (rocznik 1996 – 1995 – 1994) – Kata (Bytów) – 1. miejsce[49]
- 7.11.2010: I Puchar Pomorza w Karate Tradycyjnym, Grupa D Juniorzy młodsi – Kata indywidualne (Sławno) – 2. miejsce[50]
- 7.11.2010: I Puchar Pomorza w Karate Tradycyjnym, Grupa D Juniorzy młodsi – Kumite (Sławno) – 3. miejsce[50]
- 7.11.2010: I Puchar Pomorza w Karate Tradycyjnym, Grupa D Juniorzy młodsi – Fukugo (Sławno) – 3. miejsce[50]
- 9.10.2011: Mistrzostwa Województwa Pomorskiego Bytów 2011 w Karate Tradycyjnym, JUNIOR MŁODSZY – rocznik 1998 – 1997 – 1996, KATA chłopców (Bytów) – 1. miejsce[51]
- 9.10.2011: Mistrzostwa Województwa Pomorskiego Bytów 2011 w Karate Tradycyjnym, JUNIOR MŁODSZY – rocznik 1998 – 1997 – 1996, FUKU-GO chłopców (Bytów) – 1. miejsce[51]
- 9.10.2011: Mistrzostwa Województwa Pomorskiego Bytów 2011 w Karate Tradycyjnym, JUNIOR MŁODSZY – rocznik 1998 – 1997 – 1996, KUMITE chłopców (Bytów) – 2. miejsce[51]
- 20.02.2011: IX Turniej o Puchar Prezydenta Miasta Wejherowa w Karate Tradycyjnym, Junior młodszy (rocznik 1998 – 1997 – 1996) – Kata 6-4 kyu chłopców (Wejherowo) – 1. miejsce[52]
- 20.02.2011: IX Turniej o Puchar Prezydenta Miasta Wejherowa w Karate Tradycyjnym, Junior młodszy (rocznik 1998 – 1997 – 1996) – Fuku-go chłopców (Wejherowo)– 3. miejsce[52]
- 20.02.2011: IX Turniej o Puchar Prezydenta Miasta Wejherowa w Karate Tradycyjnym, Junior młodszy (rocznik 1998 – 1997 – 1996) – Kumite chłopców (Wejherowo) – 1. miejsce[52]
- 20.03.2011: Turniej o Puchar Burmistrza Miasta Kościerzyny w Karate Tradycyjnym, Junior młodszy (rocznik 1998 – 1997 – 1996) – Fuku-go chłopców (Kościerzyna) – 1. miejsce[53]
- 20.03.2011: Turniej o Puchar Burmistrza Miasta Kościerzyny w Karate Tradycyjnym, Junior młodszy (rocznik 1998 – 1997 – 1996) – Kumite chłopców (Kościerzyna) – 1. miejsce[53]
- 6.11.2011: II Puchar Pomorza w Karate Tradycyjnym, KATA INDYWIDUALNE JUNIORÓW MŁODSZYCH (Sławno) – 1. miejsce[54]
- 6.11.2011: II Puchar Pomorza w Karate Tradycyjnym, FUKU-GO JUNIORÓW MŁODSZYCH (Sławno) – 1. miejsce[54]
- 6.11.2011: II Puchar Pomorza w Karate Tradycyjnym, KUMITE INDYWIDUALNE JUNIORÓW MŁODSZYCH (Sławno) – 1. miejsce[54]
- 4.03.2012: X Turniej o Puchar Prezydenta Miasta Wejherowa w Karate Tradycyjnym, KATA chłopców (Wejherowo) – 1. miejsce[55]
- 4.03.2012: X Turniej o Puchar Prezydenta Miasta Wejherowa w Karate Tradycyjnym, FUKU-GO chłopców (Wejherowo) – 1. miejsce[55]
- 4.03.2012: X Turniej o Puchar Prezydenta Miasta Wejherowa w Karate Tradycyjnym, KUMITE chłopców (Wejherowo) – 2. miejsce[55]
- 20.05.2012: Silesia Cup 2012 – Otwarte Międzynarodowe Mistrzostwa Województwa Śląskiego w Karate Tradycyjnym, Juniorzy (1994-1996), Kata (mężczyźni), (Bytom) – 3. miejsce[56][57]
- 20.05.2012: Silesia Cup 2012 – Otwarte Międzynarodowe Mistrzostwa Województwa Śląskiego w Karate Tradycyjnym, Juniorzy (1994-1996), Kumite (mężczyźni), (Bytom) – 3. miejsce[56][57]
- 1-3.06.2012: XXIII Mistrzostwa Polski Seniorów i Juniorów w Karate Tradycyjnym, Fuku-go mężczyzn (Biłgoraj) – 3. miejsce[58]
- 6-7.10.2012: XVI Mistrzostwa Świata w Karate Tradycyjnym, JUNIORZY (16-17 LAT), Fuku-go mężczyzn (Łódź) – 2. miejsce[59]
- 28.04.2013: Mistrzostwa Województwa Pomorskiego w Karate Tradycyjnym, JUNIOR – rocznik 1997, 1996, KATA chłopców (Hel) – 3. miejsce[60]
- 28.04.2013: Mistrzostwa Województwa Pomorskiego w Karate Tradycyjnym, JUNIOR – rocznik 1997, 1996, FUKU-GO chłopców (Hel) – 1. miejsce[60]
- 28.04.2013: Mistrzostwa Województwa Pomorskiego w Karate Tradycyjnym, JUNIOR – rocznik 1997, 1996, KUMITE chłopców (Hel) – 1. miejsce[60]
- 27.10.2013: IV Puchar Pomorza w Karate Tradycyjnym, KATA chłopców (Gdańsk) – 1. miejsce[61]
- 27.10.2013: IV Puchar Pomorza w Karate Tradycyjnym, FUKU-GO chłopców (Gdańsk) – 1. miejsce[61]
- 27.10.2013: IV Puchar Pomorza w Karate Tradycyjnym, KUMITE chłopców (Gdańsk) – 1. miejsce[61]
- 17-18.05.2014: XXV Mistrzostwa Polski Seniorów, Młodzieżowców, Juniorów i Juniorów Młodszych w Karate Tradycyjnym, MŁODZIEŻOWCY, Kumite indywidualne mężczyzn (Gdańsk) – 3. miejsce[62][63]

### Mieszane sztuki walki
- 11-12.05.2013: Puchar Polski Północnej Amatorskiego MMA, Turniej MMA Junior 87 kg (Gdynia) – 1. miejsce[64]
- 29-30.03.2014: Międzynarodowe Mistrzostwa Polski Amatorskiego MMA 2014, Junior 87 kg (Gdynia) – 1. miejsce[65]

## Lista zawodowych walk w MMA
| Wynik     | Bilans | Przeciwnik (bilans przed walką) | Rozstrzygnięcie                      | Runda | Czas | Rozgrywki                               | Data       | Miejsce              | Uwagi                                                       |
| --------- | ------ | ------------------------------- | ------------------------------------ | ----- | ---- | --------------------------------------- | ---------- | -------------------- | ----------------------------------------------------------- |
| Wygrana   | 15-5-2 | Maciej Różański (15-5)          | Decyzja (jednogłośna)                | 3     | 5:00 | XTB KSW 104: Kuberski vs. Romanowski    | 08.03.2025 | Gorzów Wielkopolski  |                                                             |
| Wygrana   | 14-5-2 | Dominik Humburger (8-1)         | Decyzja (jednogłośna)                | 3     | 5:00 | XTB KSW 98: Paczuski vs. Zerhouni       | 14.09.2024 | Lubin                | Przejście do wagi półciężkiej. Bonus za występ wieczoru.    |
| Przegrana | 13-5-2 | Michał Michalski (11-5)         | TKO (ciosy pięściami w parterze)     | 1     | 1:42 | XTB KSW 94: Bartosiński vs. Michaliszyn | 11.05.2024 | Gdańsk/Sopot         |                                                             |
| Przegrana | 13-4-2 | Piotr Kuberski (12-1)           | KO (prawy i lewy sierpowy)           | 2     | 1:12 | XTB KSW 88: Bitwa o Radom               | 11.11.2023 | Radom                |                                                             |
| Wygrana   | 13-3-2 | Nemanja Nikolić (9-0-1)         | Poddanie (duszenie zza pleców)       | 1     |      | KSW 84: De Fries vs. Bajor              | 15.07.2023 | Gdynia               | Bonus za poddanie wieczoru.                                 |
| Przegrana | 12-3-2 | Tom Breese (15-4)               | Poddanie (duszenie zza pleców)       | 1     | 2:45 | KSW 80: Eskiev vs. Ruchała              | 17.03.2023 | Lubin                | Powrót do wagi średniej. Co-Main Event                      |
| Wygrana   | 12-2-2 | Damian Piwowarczyk (5-0)        | Decyzja (jednogłośna)                | 3     | 5:00 | KSW 70: Pudzian vs. Materla             | 28.05.2022 | Łódź                 | Debiut w KSW. Pojedynek w wadze półciężkiej.                |
| Przegrana | 11-2-2 | Husejn Kuszagow (15-6)          | KO (prawy overhand)                  | 2     | 1:36 | ACA 134: Bagov vs. Koshkin              | 17.12.2021 | Krasnodar            |                                                             |
| Wygrana   | 11-1-2 | Ibragim Magomiedow (7-1)        | Dyskwalfikacja (niedozwolone kolano) | 1     | 3:14 | ACA 128: Goncharov vs. Omielańczuk      | 11.09.2021 | Mińsk                |                                                             |
| Wygrana   | 10-1-2 | Rene Pessoa (22-6)              | Decyzja (jednogłośna)                | 3     | 5:00 | ACA 114                                 | 26.11.2020 | Łódź                 | Debiut w ACA. Limit umowny -85,5 kg.                        |
| Wygrana   | 9-1-2  | Kevin Wiwatowski (5-6)          | Poddanie (duszenie zza pleców)       | 1     | 4:16 | FEN 25: Ostróda Fight Night             | 15.06.2019 | Ostróda              | Pojedynek w wadze półciężkiej.                              |
| Remis     | 8-1-2  | Marcin Naruszczka (19-9-1)      | Remis (niejednogłośny)               | 3     | 5:00 | FEN 24: All or Nothing                  | 16.03.2019 | Warszawa             | Eliminator do walki o pas mistrzowski FEN w wadze średniej. |
| Wygrana   | 8-1-1  | Tomasz Kondraciuk (12-7)        | Poddanie (duszenie zza pleców)       | 1     | 4:15 | FEN 22: Poznań Fight Night              | 20.10.2018 | Poznań               | Powrót do wagi średniej. Bonus za poddanie wieczoru.        |
| Wygrana   | 7-1-1  | Kevin Wiwatowski (4-5)          | Poddanie (duszenie zza pleców)       | 1     | 2:53 | FEN 21: Grzebyk vs. Vieira              | 25.05.2018 | Wrocław              | Debiut w wadze półciężkiej.                                 |
| Przegrana | 6-1-1  | Marcin Naruszczka (18-8-1)      | Decyzja (jednogłośna)                | 3     | 5:00 | FEN 20: Next Level                      | 10.03.2018 | Warszawa             |                                                             |
| Wygrana   | 6-0-1  | Paweł Brandys (6-4-2)           | Decyzja (jednogłośna)                | 3     | 5:00 | FEN 19: Battle for Wrocław              | 14.10.2017 | Wrocław              |                                                             |
| Wygrana   | 5-0-1  | Aleksander Rychlik (5-2)        | Poddanie (duszenie zza pleców)       | 2     | 1:18 | FEN 17: Baltic Storm                    | 12.05.2017 | Gdynia               | Debiut w FEN. Bonus za poddanie wieczoru.                   |
| Wygrana   | 4-0-1  | Maciej Szydłowski (0-0)         | Poddanie (duszenie zza pleców)       | 1     | 2:01 | Time of Masters: Siemmce Fight Night    | 19.11.2016 | Siemianowice Śląskie |                                                             |
| Wygrana   | 3-0-1  | Tomasz Kubczak (0-0)            | TKO (ciosy pięściami)                | 2     | 1:21 | Time of Masters 2: Real Force           | 12.03.2016 | Sopot                |                                                             |
| Remis     | 2-0-1  | Robert Maciejowski (0-0)        | Remis (większościowy)                | 3     | 5:00 | MMA Fight Night 4: Marena Spa           | 19.12.2015 | Kołczewo             |                                                             |
| Wygrana   | 2-0    | Mikołaj Dziąbor (0-0)           | TKO (ciosy pięściami)                | 1     | 3:25 | IFN 1: Let’s Begin                      | 24.10.2015 | Częstochowa          |                                                             |
| Wygrana   | 1-0    | Marek Michaluk (0-0)            | Poddanie (duszenie zza pleców)       | 1     | 2:45 | Time of Masters 1: Pierwsza Krew        | 17.01.2015 | Sopot                | Debiut w wadze średniej.                                    |